# Rachicerus nitidus
Rachicerus nitidus är en tvåvingeart som först beskrevs av Johnson 1903.  Rachicerus nitidus ingår i släktet Rachicerus och familjen vedflugor. Inga underarter finns listade i Catalogue of Life.